# 더 비치 범
《더 비치 범》(영어: The Beach Bum)은 2019년 개봉한 미국의 코미디 영화이다. 하모니 코린이 감독과 각본을 맡았다.

## 출연

### 주연
- 잭 에프론
- 매튜 맥커너히
- 아일라 피셔

### 조연
- 브리아 비나이트
- 스눕 독
- 지미 버펫

## 기타
- 총괄프로듀서: 닉 바워
- 총괄프로듀서: 팀 리그
- 총괄프로듀서: 에디 모레티
- 총괄프로듀서: 데팍 나야르
- 총괄프로듀서: 조지 패라
- 총괄프로듀서: 톰 퀸
- 총괄프로듀서: 마크 슈미드헤이니
- 세트: 애덤 윌리스
- 의상: 헤이디 비벤스
- 배역: 마리솔 론칼리
- 배역: 마리 베뉴